# Świętokrzyski-Friedhof

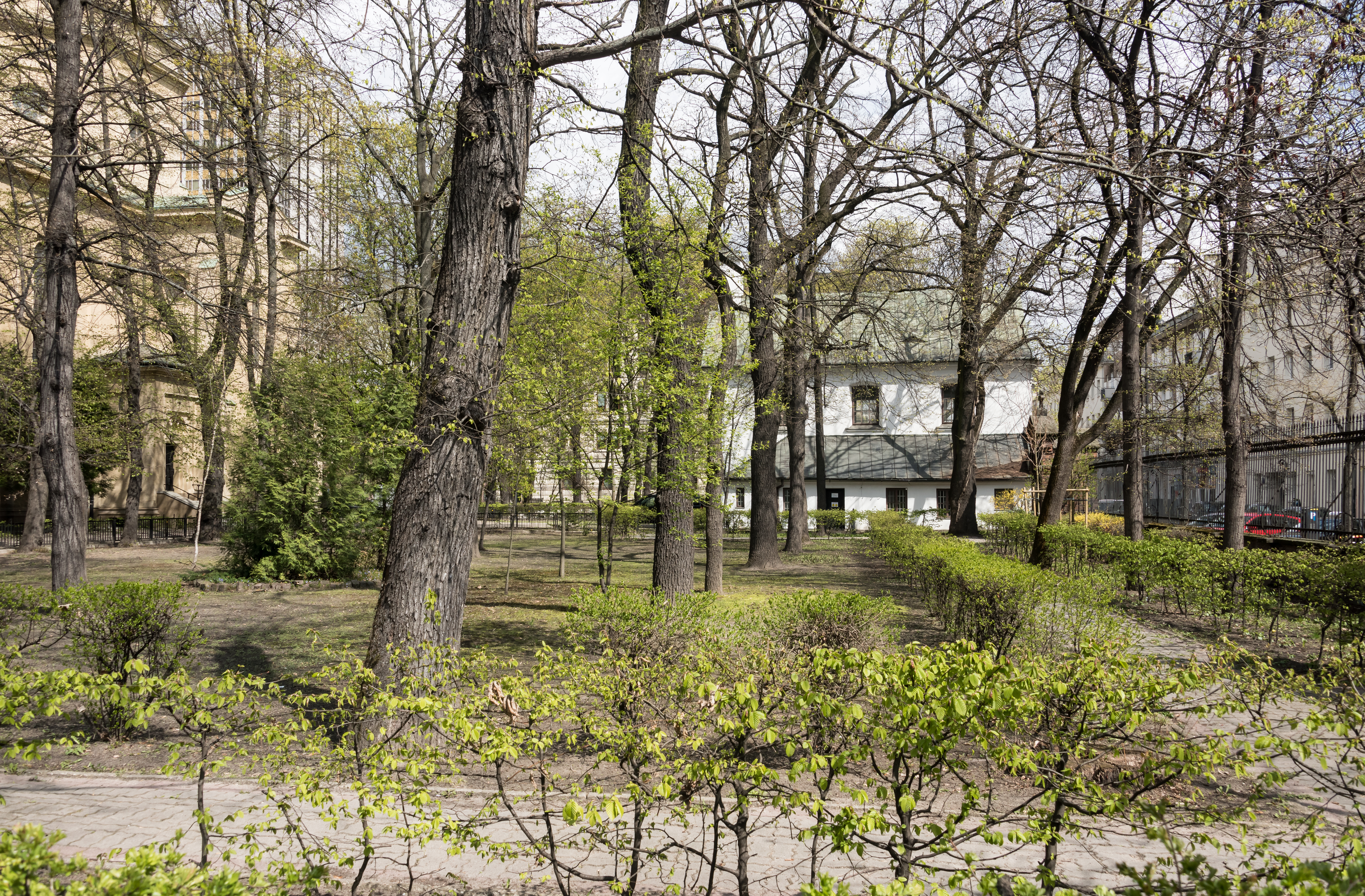
Heutige Gartenanlage auf dem früheren Friedhof entlang der Wspólna-Straße

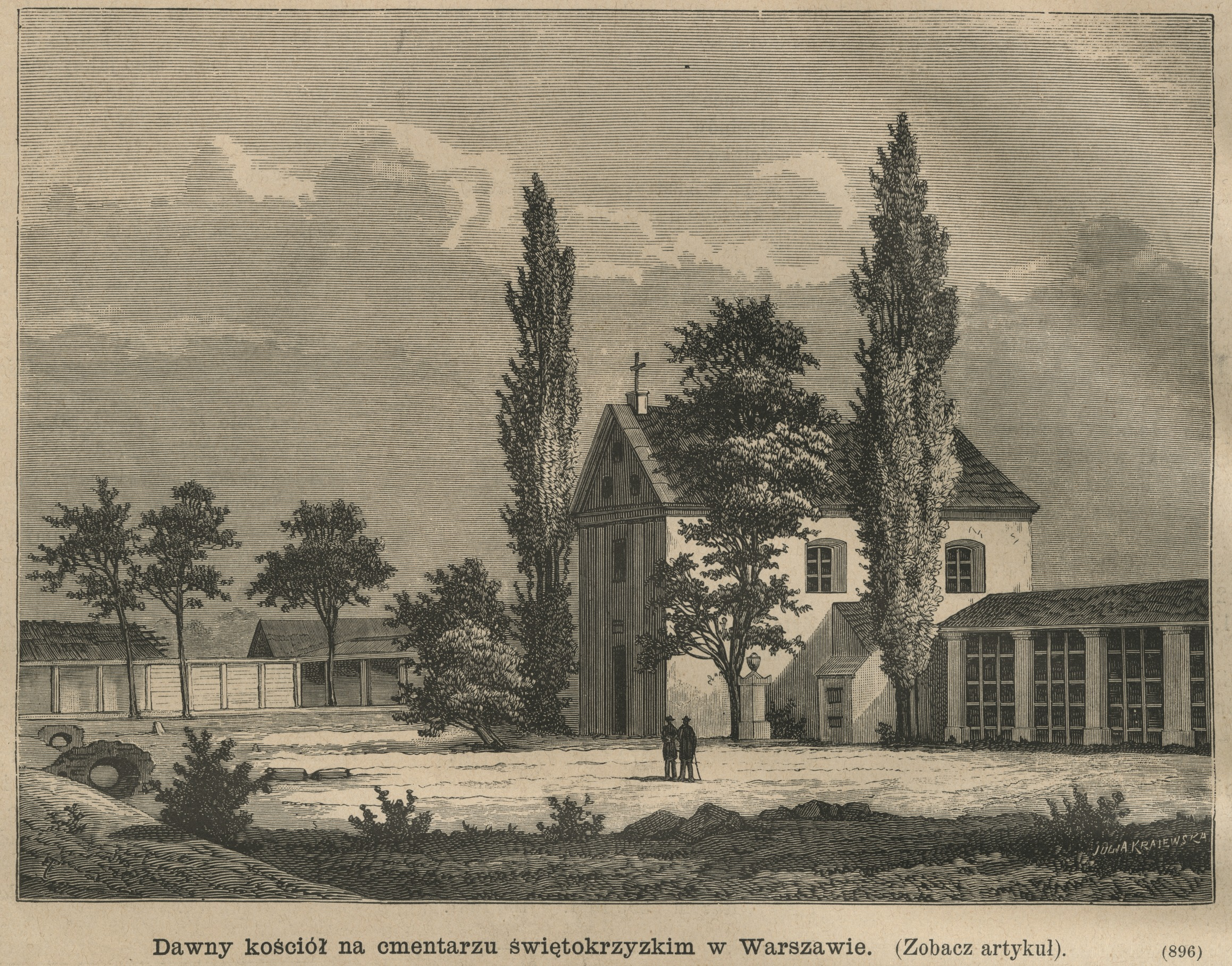
Friedhofskapelle 1886

Der Świętokrzyski-Friedhof (polnisch Cmentarz Świętokrzyski) war ein historisch bedeutender katholischer Friedhof im Zentrum der polnischen Hauptstadt Warschau. Er war eine Fundstelle für Bildhauerkunst und Kleinarchitektur, die teilweise im Park noch erhalten ist.

## Geschichte
Die Heilig-Kreuz-Gemeinde suchte seit 1745 nach einem neuen Standort für einen Friedhof außerhalb der damaligen Stadt. Der Friedhof wurde jedoch erst 1781 angelegt, als die Friedhofskapelle St. Barbara mit anliegenden Katakomben fertiggestellt wurde. Die Einweihung erfolgte 1783 durch Bischof Antoni Onufry Okęcki. Nach der Dritten Polnischen Teilung kam Warschau 1795 an Preußen. Die Preußische Verwaltung verbot Bestattungen in der Stadt, so dass nunmehr der Cmentarz Świętokrzyski vermehrt genutzt wurde. Insgesamt wurden hier bis 1831 ca. 130.000 Warschauer in Gräbern und Katakomben beigesetzt; damit war der Friedhof überfüllt und weitere Bestattungen wurden untersagt. 1859 wurde der Friedhof dann endgültig aufgelöst, die Bestatteten wurden teilweise auf den Powązki-Friedhof umgebettet. Anstelle des Friedhofs wurde ein Park angelegt und in seiner Mitte in den 1880er Jahren die Peter-und-Paul-Kirche gebaut, in deren Mauern zahlreiche Grabplatten des Friedhofs eingelassen wurden. Erhalten ist noch unter anderem das Mausoleum der Familie Przeździecki. Das Friedhofsgelände wurde 2020 als Kulturdenkmal eingetragen. Bei umstrittenen Bauarbeiten auf dem Gelände wurden 2023 menschliche Knochen gefunden.